# 阿尔滕
阿尔滕（荷蘭語：Aalten）是荷兰海尔德兰省的一个市镇，面积97.09平方公里，人口27,593人（2007年）。